# Канису (Санта-Круш)
Канису́ (порт. Caniço) — город в Португалии, на южном побережье острова Мадейра. Входит в состав муниципалитета Санта-Круш. Население — 24 046 человек (2021), площадь — 12 км².

## География
Город расположен в 7 км к востоку от Фуншала на берегу Атлантического океана. Рельеф местности характеризуется крутыми склонами на севере и более пологими участками у побережья. Высота над уровнем моря варьируется от 0 до 300 м.

### Климат
Климат субтропический океанический:
- Среднегодовая температура: +19°C
- Средняя температура января: +16°C
- Средняя температура августа: +23°C
- Годовое количество осадков: 500-600 мм

## История
Название города происходит от слова "caniço" (тростник), который в изобилии рос в этой местности во времена открытия острова. Канису был одним из первых поселений на Мадейре, основанных в XV веке.
Важные исторические вехи:
- 1438-1440 — основание прихода
- 1676 — отделение прихода Камаша
- 1835 — включение в муниципалитет Санта-Круш
- 19 апреля 2000 — получение статуса виллы
- 10 июня 2005 — получение статуса города

## Достопримечательности
- Статуя Христа-Царя (1927) — 14-метровая скульптура на мысе Гаражау
- Форт Сан-Себастьян (XVII век) — бывшее оборонительное сооружение
- Форт Трёх Королей (XVIII век)
- Церковь Святого Антония (1783) с колокольней 1874 года
- Канатная дорога Гаражау (2007) — соединяет город с пляжем

## Экономика и инфраструктура
Канису является важным туристическим центром Мадейры с развитой инфраструктурой:
- Отели и курортные комплексы
- Рестораны традиционной мадейрийской кухни
- Торговые центры
- Современная система общественного транспорта

## Население
Динамика численности населения:
| Год  | Население |
| ---- | --------- |
| 1864 | 2 351     |
| 1900 | 3 789     |
| 1950 | 7 580     |
| 1981 | 6 805     |
| 2001 | 11 586    |
| 2021 | 24 046    |

## Транспорт
- Автодорога ER-101 (Фуншал — Машику)
- Автобусное сообщение с Фуншалом
- Ближайший аэропорт — Международный аэропорт Мадейры (15 км)

## Галерея
- Статуя Христа-Царя
- Вид на мыс Гаражау